# Prinske
Een prinske is in België een regionale benaming voor twee verschillende soorten van bierglas.
Het ene is nagenoeg recht, breed en niet al te hoog. Dit prinske wordt vooral gebruikt voor pilsbieren.

Het andere is een schijnbaar kleinere versie van het bolleke met een nauwere opening. Dit soort van glazen wordt vooral voor amberkleurige bieren gebruikt.